# Kënga Magjike 2009
Kënga Magjike 11, eller Kënga Magjike 2009, var den elfte utgåvan av musiktävlingen Kënga Magjike som hölls i Kongresspalatset i Tirana 2009. Semifinalerna hölls 19 och 20 november och finalen hölls den 21 november. Huvudpriset gick till Eliza Hoxha och Rosela Gjylbegu, som deltog med låten "Rruga e zemrës". Vinnarlåten vann med bara fem poängs marginal före Elvana Gjata med låten "Dhe Zemra Ndal", något som är mycket ovanligt i tävlingen då det oftast skiljer mer än 60 poäng mellan vinnaren och tvåan.
Värd för tävlingen var som vanligt Ardit Gjebrea, denna gång tillsammans med Agron Vulaj och Astrit Idrizi.

## Priser

### Huvudpris

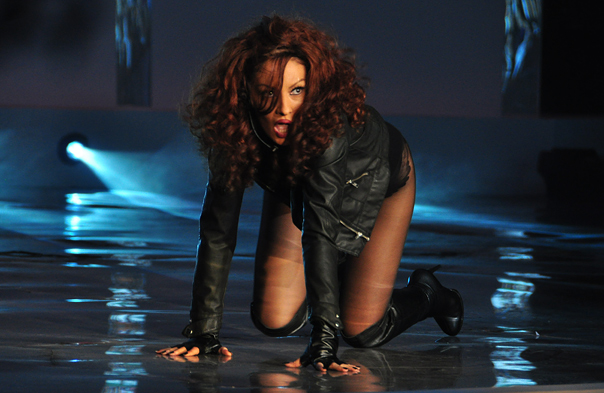
Adelina Ismajli, sjua i tävlingen och vinnare av Çmimi I Publikut (Publikens Pris)

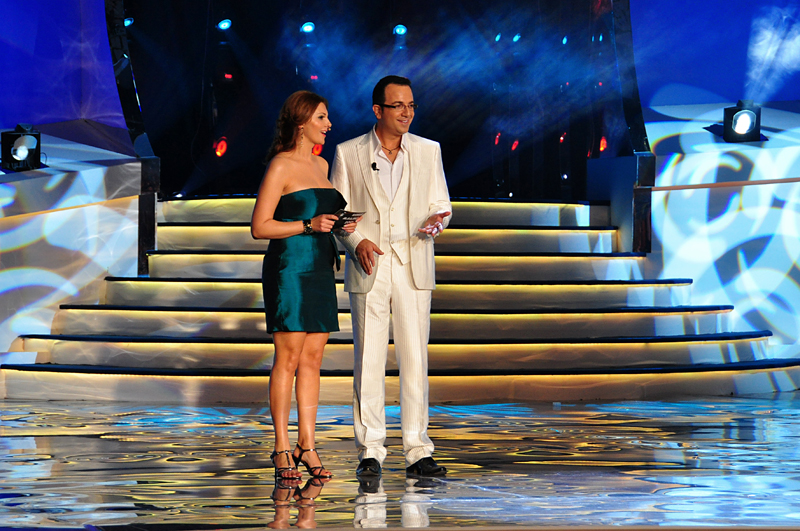
Värd för tävlingen, Ardit Gjebrea

- Detta pris delades ut av artisterna själva, som fick rösta på varandra.

| Artist                        | Sång               | Poäng |
| ----------------------------- | ------------------ | ----- |
| Rosela Gjylbegu & Eliza Hoxha | Rruga e zemrës     | 637   |
| Elvana Gjata                  | Dhe zemra ndal     | 632   |
| Soni Malaj                    | Zemër e pakurdisur | 574   |
| Mira Konçi                    | Sy fëmije          | 566   |
| Flori                         | Playback           | 532   |
| Kaltrina Selimi               | Ditëlindja         | 508   |
| Adelina Ismajli               | Nuk ngec           | 413   |
| Kastro Zizo                   | I penduar          | 388   |
| Olta Boka                     | Jepu me zemër      | 376   |
| Rozana Radi                   | Femër              | 367   |

### Övriga priser
- De flesta av de övriga priserna blev bestämda av en jury.

| Pris                   | Översättning                         | Artist                        | Sång                          |
| ---------------------- | ------------------------------------ | ----------------------------- | ----------------------------- |
| Kantautori Më I Mirë   | Bästa låtskrivare                    | Gerti Gjoni                   | Një herë në jetë unë dashuroj |
| Best Dance             | Bästa dans                           | Ingrid Gjoni                  | Nëmi nëmi                     |
| Çmimi AMC              | AMC-priset (sponsorpris)             | Olta Boka                     | Jepu me zemër                 |
| Çmimi Tendence         | Trendpriset                          | Kastro Zizo                   | I penduar                     |
| Magjia E Parë          | Bästa nykomling                      | Kejsi Tola                    | Qiellin do ta prek me ty      |
| Kontributi Artistik    | Konstnärligt                         | Sajmir Cili                   | I çmendur unë s'jam           |
| Best Group             | Bästa Grupp                          | Burn                          | Ajo                           |
| Çmimi Televiziv        | TV-priset                            | Evi Reçi                      | Jeton tek ti                  |
| Best Rock              | Bästa Rock                           | Linda Halimi                  | Të dua vertetë                |
| Kënga Stil             | Sångstil                             | Rozana Radi                   | Femër                         |
| Best Balade            | Bästa Ballad                         | Kaltrina Selimi               | Ditëlindja                    |
| Çmimi Diskografik      | Diskografiskt Pris                   | Produkt 28                    | Inati                         |
| Best Melodi            | Bästa Melodi                         | Soni Malaj                    | Zemër e pakurdisur            |
| Jon Music              | Jon Music (bestämt av Ardit Gjebrea) | Sidrit Bejleri                | Vetja ime ti                  |
| Performanca Më I Mirë  | Bästa Framträdande                   | Orinda Huta                   | Oqean                         |
| Best Vokal             | Bästa Röst                           | Rona Nishliu                  | Zonja vdekjë                  |
| Çmimi I Kritikës       | Kritikerpriset                       | Mira Konçi                    | Sy fëmije                     |
| Interpretimi Më I Mirë | Bästa Tolkning                       | Silva Gunbardhi & Kelly       | Pyet Zemrën                   |
| Çmimi Çesk Zadeja      | Çesk Zadeja-priset                   | Rosela Gjylbegu & Eliza Hoxha | Rruga e zemrës                |
| Kënga Hit              | Hitlåt                               | Flori                         | Playback                      |
| Çmimi I Internetit     | Internetpriset                       | Elvana Gjata                  | Dhe zemra ndal                |
| Çmimi I Publikut       | Folkets pris                         | Adelina Ismajli               | Nuk ngec                      |